# 篠田治策
篠田 治策（しのだ じさく、明治5年10月12日（1872年11月12日） - 昭和21年（1946年）1月23日）は、明治後期から昭和前期にかけての法学者・拓務官僚。

## 経歴
1872年、静岡県城東郡池新田村（現在の御前崎市）の農家の長男に生まれた。15歳の時に上京して錦城中学校（現錦城学園高等学校）、第一高等学校を経て、明治32年（1899年）に東京帝国大学法科大学法律学科を卒業。一度は弁護士になるが、明治37年（1904年）の日露戦争勃発に際して陸軍省の国際法事務嘱託に任ぜられ、第三軍の国際法担当顧問として従軍、旅順要塞陥落後は同要塞の司令部付顧問を兼務した。
戦後の明治40年（1907年）に韓国統監府の嘱託となり、間島派出所総務課長・統監府秘書官を歴任、日韓併合後の明治43年（1910年）10月から朝鮮総督府によって平安南道へ派遣された。平安南道では総務部長・内務部長を歴任後、大正8年（1919年）9月26日に平安南道知事に任命されて大正12年（1923年）2月まで務めた。この間に日露戦争における戦時国際法などの研究などで法学博士を授与されている。
知事退任後は李王職次官に転じ、昭和7年（1932年）に李王職長官に任じられ、昭和15年（1940年）3月まで務めた。同年7月から京城帝国大学総長を任じられ、昭和19年（1944年）まで務めた。第二次世界大戦終結後に死去。

## 受賞・栄典
- 1943年：勲一等旭日大綬章を授与

## 著書
- 『日露戦役国際公法』（法政大学、1911年）
- 『文禄役と平壌』（平安南道教育会、1919年）
- 『欧洲御巡遊随行日記』（大阪屋号書店、1928年）
- 『台湾を視る』（楽浪書院、1935年）
- 『白頭山定界碑』（楽浪書院、1938年）

## 家族・親族
- 弟：篠田次助は陸軍中将。
- 従兄弟：鈴木梅太郎は化学者。
- 長女：篠田喜代子。野口明 (教育者)は喜代子の夫。
- 二女：川上喜久子は小説家。
- 世良晃志郎 - 娘婿。西洋史学者。
- 土田国保 - 孫・民子の夫。民子は土田・日石・ピース缶爆弾事件で没した。